# Kyra Csapó
Pour les articles homonymes, voir Csapó.

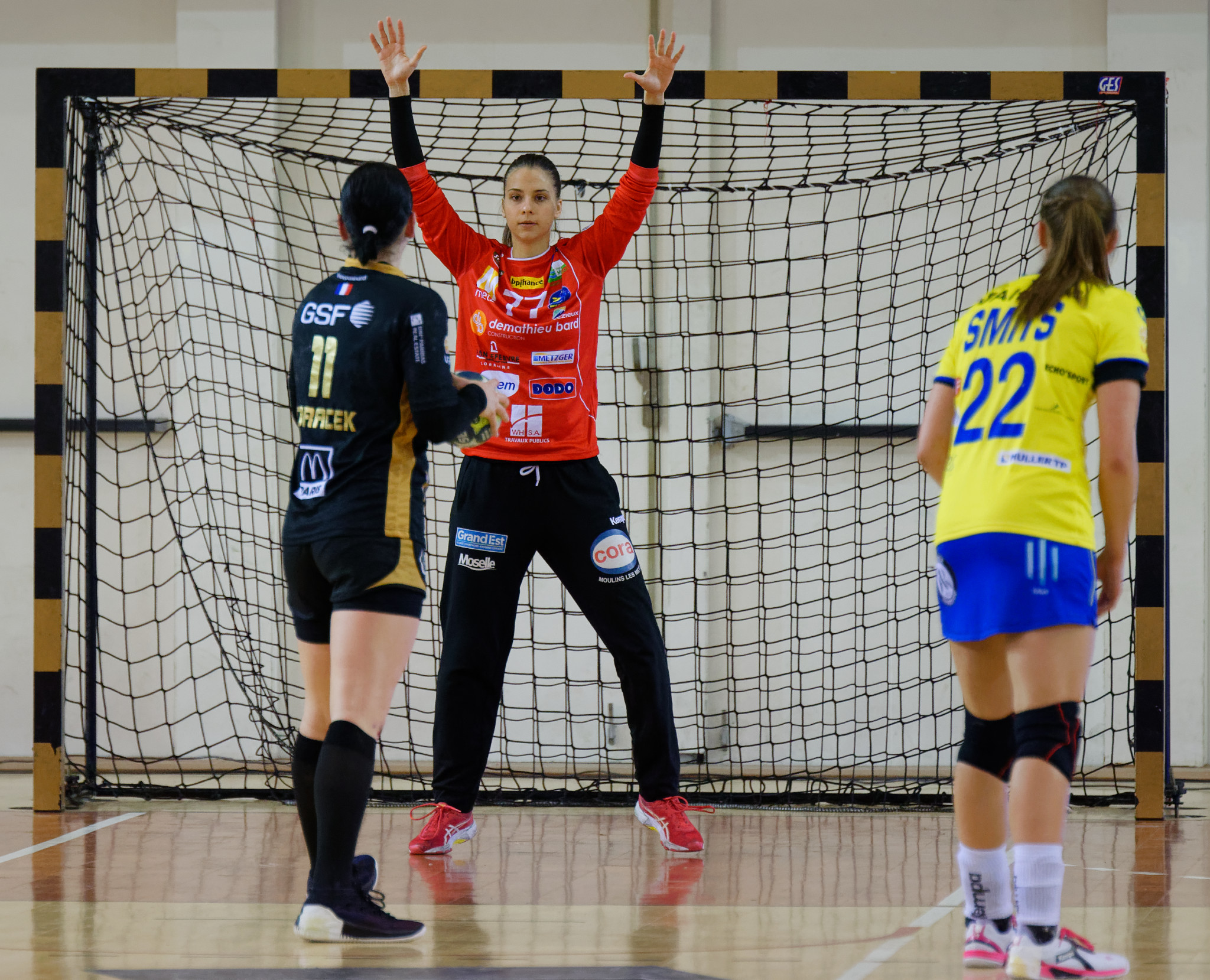
Kyra Csapó lors de Issy Paris / Metz Handball.
Le 14 mars 2018.

Kyra Viven Csapó, née le 2 décembre 1993 à Budapest, est une handballeuse hongroise, évoluant au poste de gardienne de but.

## Biographie
Fin octobre 2017, elle s'engage pour huit mois avec Metz Handball pour remplacer Laura Glauser, enceinte. Avec Metz, elle remporte le titre de championne de France.

## Palmarès
compétitions nationales
- championne de France en 2018 (avec Metz Handball)